# PANGAEA

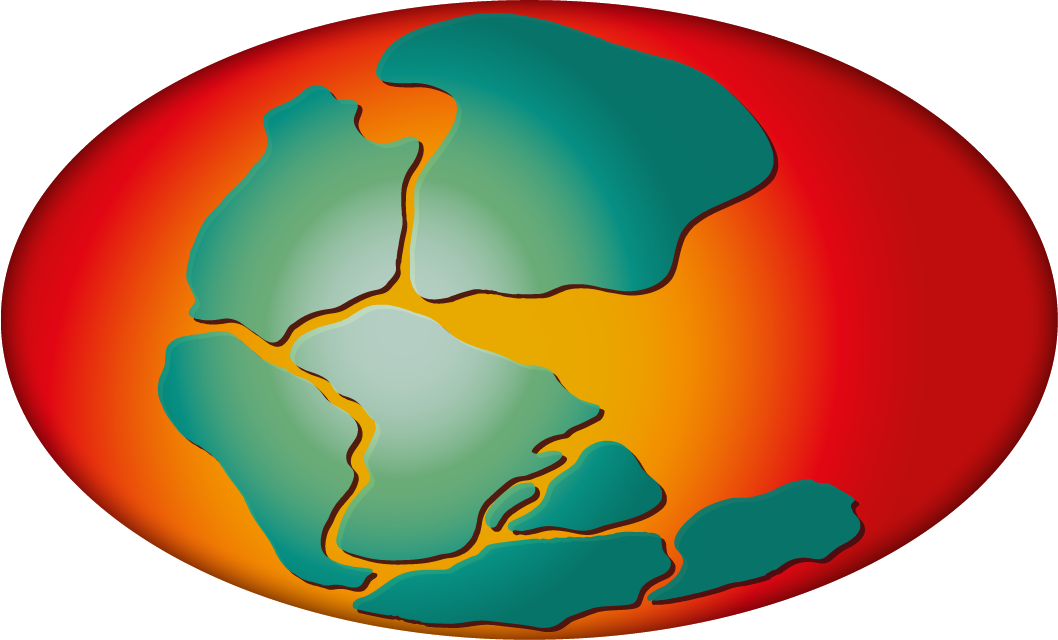
Das PANGAEA-Logo zeigt den Superkontinent Pangaea vor 150 Millionen Jahren in einer künstlerischen Darstellung.

PANGAEA – Data Publisher for Earth & Environmental Science
ist ein digitales Bibliothekssystem für Daten aus der Erdsystemforschung und den Umweltwissenschaften. Daten können georeferenziert in Zeit (Datum/Uhrzeit und geologisches Alter) und Raum (geografische Breite/Länge, Tiefe/Höhe) abgelegt werden. 
Wissenschaftliche Daten werden über ein Redaktionssystem mit ihren beschreibenden Metadaten verknüpft und in einer relationalen Datenbank (Sybase) abgelegt. Alle Daten sind frei verfügbar und werden über Webdienste in Standardformaten im Internet zur Verfügung gestellt. Die Datensatzbeschreibungen (in verschiedenen Formaten wie ISO 19115, Directory Interchange Format, Dublin Core) beinhalten ein bibliographisches Zitat und sind dauerhaft über einen Digital Object Identifier (DOI) verfügbar. Die Bereitstellung eines DOI und die Langzeitverfügbarkeit der Datensätze auch über Bibliothekskataloge ist über eine technische und vertragliche Verbindung mit der Technischen Informationsbibliothek (TIB) Hannover sichergestellt. Für die Recherche nach Datensätzen steht dem Nutzer eine Volltextsuchmaschine basierend auf Apache Lucene / panFMP zur Verfügung. Für eine individuelle Zusammenstellung von Datensammlungen aus dem Bestand des Systems steht eingetragenen Nutzern ein Data-Warehouse zur Verfügung. Zudem sind die Datensatzbeschreibungen und Daten über verschiedene Protokolle verfügbar (OAI-PMH, CSW).
PANGAEA wird getragen durch das Alfred-Wegener-Institut für Polar- und Meeresforschung (AWI) in Bremerhaven und das Zentrum für Marine Umweltwissenschaften (Marum) in Bremen. Das System wird von verschiedenen internationalen Forschungsprojekten der öffentlichen Hand und vom World Data Center for Marine Environmental Sciences (WDC-MARE) als Datenarchiv und -bibliothek genutzt.
Als Handbuch und Referenzsystem wird ein Wiki unter Nutzung der MediaWiki-Software betrieben. Die Sprache für die Datendokumentation und das Referenzsystem ist Englisch.
Als Forschungsdateninfrastruktur für die Geowissenschaften ist PANGAEA an der Nationale Forschungsdateninfrastruktur beteiligt.